# Montgomery (Alabama)
Montgomery es la capital del estado de Alabama, al sur de los Estados Unidos. Está ubicada en el condado homónimo, junto al río Alabama. En el censo de 2010 tenía una población de 205 764 habitantes, siendo la segunda ciudad más grande del estado, después de Birmingham. Forma parte del área metropolitana de Montgomery, que en el censo de 2010 tenía una población de 374 536 habitantes, lo que la situaba como la tercera área metropolitana más grande de Alabama. En 2022 tenía 385 460 habitantes, con lo que había pasado a ser la cuarta aglomeración urbana más grande del estado y la 142ª entre todas las áreas metropolitanas de los Estados Unidos. Se llama así en honor al general irlandés que luchó al servicio del Ejército Continental, Richard Montgomery (1738-1775).
Montgomery fue elegida en febrero de 1861 como la primera capital de los Estados Confederados de América, hasta que en mayo del mismo año la sede del gobierno fue trasladada a Richmond, Virginia.
En 1955, Rosa Parks, una mujer afroamericana, fue arrestada en Montgomery tras negarse a ceder el asiento en un autobús a una persona de raza blanca. El hecho desencadenó protestas y un boicot al transporte público de la ciudad durante un año. Al año siguiente, la Corte Suprema declaró anticonstitucional las leyes de segregación racial en el transporte público de Montgomery.

## Historia
Antes de la colonización europea, la orilla este del río Alabama estaba habitada por la tribu de nativos americanos Alibamu. Los Alibamu y los Coushatta, que vivían en el lado oeste del río, descendían de la cultura misisipi. Esta civilización tenía numerosos cacicazgos en todo el Medio Oeste y el Sur a lo largo del Misisipi y sus afluentes, y había construido enormes montículos de tierra como parte de su sociedad alrededor del 950-1250 d. C. Su ubicación más grande estaba en Cahokia, en la actual Illinois al este de St. Louis.
Las tribus históricas hablaban lenguas muskogeanas mutuamente inteligibles, que estaban estrechamente relacionadas. La actual Montgomery está construida en el sitio de dos pueblos de Alibamu: Ikanatchati (Ekanchattee o Ecunchatty o Econachatee), que significa "tierra roja"; y Towassa, construida sobre un acantilado llamado Chunnaanaauga Chatty. Los primeros europeos que viajaron por el centro de Alabama fueron Hernando de Soto y su expedición, quienes en 1540 registraron haber pasado por Ikanatchati y acamparon durante una semana en Towassa.
El siguiente encuentro europeo registrado ocurrió más de un siglo después, cuando una expedición inglesa procedente de Carolina descendió por el río Alabama en 1697. El primer colono europeo permanente en la zona de Montgomery fue James McQueen, un comerciante escocés que se instaló allí en 1716. Se casó con una mujer de alto estatus de la tribu Coushatta o Alabama. Sus hijos mestizos eran considerados muskogeanos, ya que ambas tribus tenían un sistema matrilineal de propiedad y descendencia. Los niños siempre se consideraban nacidos en el clan de su madre y obtenían su estatus de su pueblo.
En 1785, Abraham Mordecai, un veterano de guerra de una familia judía sefardí de Filadelfia, Pensilvania, estableció un puesto comercial. Los Coushatta y Alabama se habían movido gradualmente hacia el sur y el oeste en la llanura de marea. Después de que los franceses fueron derrotados por los británicos en 1763 en la guerra de los Siete Años y cedieron el control de sus tierras, estos pueblos nativos americanos se mudaron a partes de la actual Misisipi, Luisiana y Texas, entonces áreas de dominio español, que pensaron que eran más favorables que las áreas ocupadas por los británicos. Cuando llegó Mordecai, los Creek habían emigrado y se habían establecido en el área, ya que se estaban alejando de la guerra Cherokee e Iroquois hacia el norte. Mordecai se casó con una mujer Creek. Cuando su gente tuvo que ceder la mayor parte de sus tierras después de la Guerra Creek de 1813-14, ella se unió a ellos en el traslado al Territorio Indio. Mordecai trajo la primera desmotadora de algodón a Alabama.

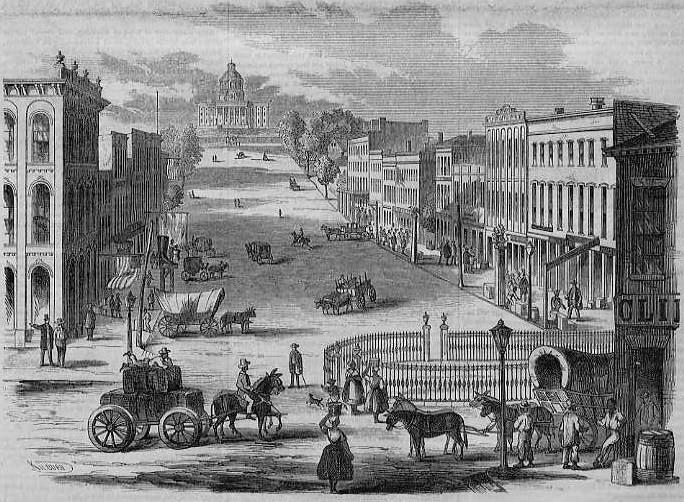
Capitolio de Montgomery en 1857.

Los Creek superiores lograron desalentar la mayor parte de la inmigración blanca hasta después de la conclusión de la Guerra Creek. Después de su derrota a manos del general Andrew Jackson en agosto de 1814, las tribus Creek se vieron obligadas a ceder 23 millones de acres a los Estados Unidos, incluidas las tierras que quedaban en la actual Georgia y la mayor parte de la actual Alabama central y meridional. En 1816, el Territorio de Misisipi (1798-1817) organizó el condado de Montgomery. Sus antiguas tierras Creek se vendieron al año siguiente en la oficina federal de tierras de Milledgeville, Georgia.
El primer grupo de colonos blancos que llegó a la zona de Montgomery estuvo encabezado por el general John Scott. Este grupo fundó Alabama Town, a unos 3 km río abajo del actual centro de Montgomery, en el río Alabama. En junio de 1818, los juzgados del condado se trasladaron de Fort Jackson a Alabama Town. Alabama fue admitida en la Unión en diciembre de 1819.
Poco después, Andrew Dexter Jr. fundó New Philadelphia, la actual parte oriental del centro de la ciudad. Imaginó un futuro destacado para su ciudad; reservó una cima conocida como "Goat Hill" como el futuro sitio del edificio del capitolio estatal. New Philadelphia pronto prosperó, y Scott y sus asociados construyeron una nueva ciudad adyacente, a la que llamaron East Alabama Town. Originalmente rivales, las ciudades se fusionaron el 3 de diciembre de 1819 y se incorporaron como la ciudad de Montgomery, llamada así por Richard Montgomery, un general de la Guerra de la Independencia de los Estados Unidos.

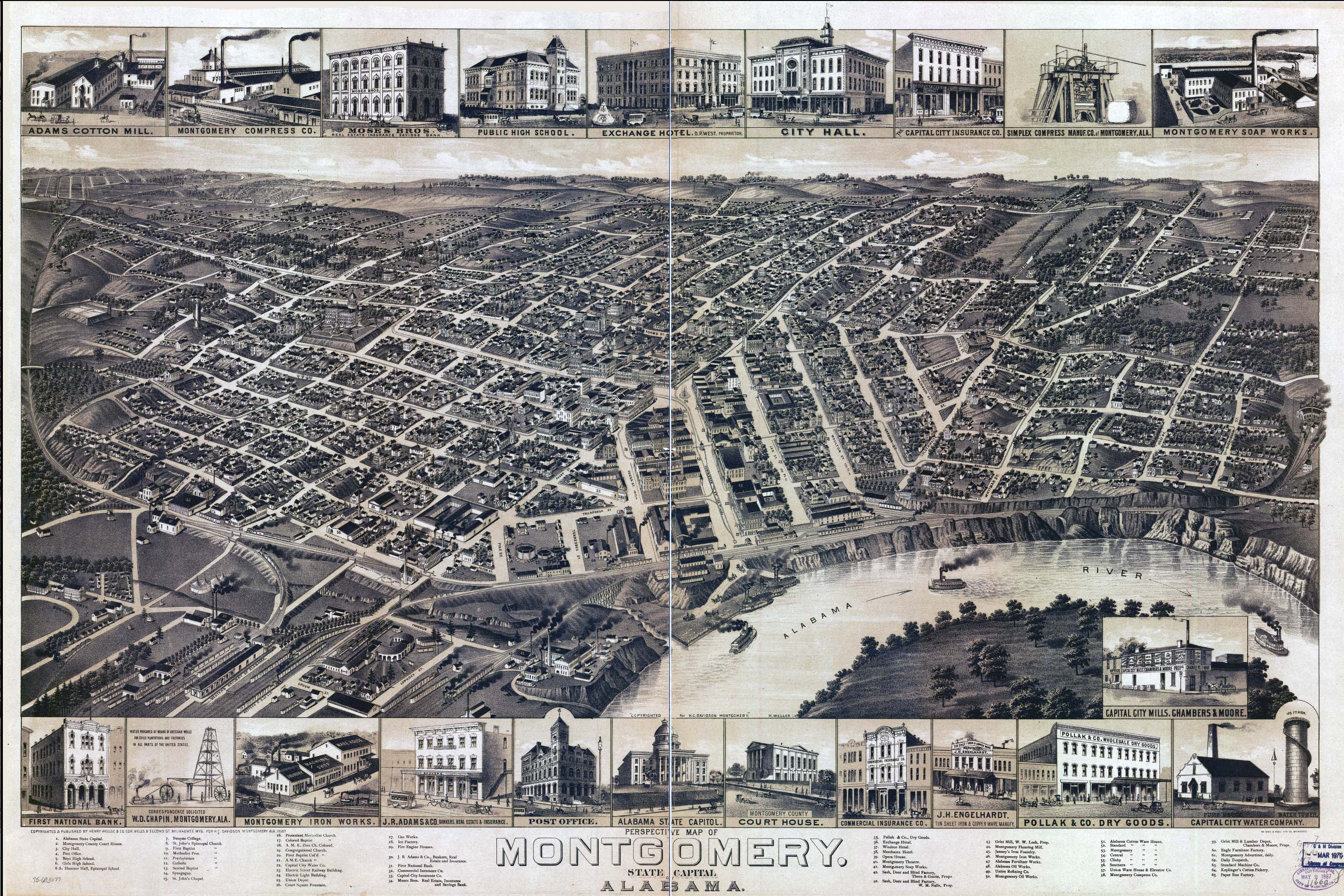
Ilustración de Montgomery en 1887.

Los traficantes de esclavos utilizaban el río Alabama para entregar trabajadores esclavizados a los plantadores, para trabajar el algodón. Impulsada por los ingresos del comercio del algodón en un momento de alta demanda del mercado, la recién unificada Montgomery creció rápidamente. En 1822, la ciudad fue designada sede del condado. Se construyó un nuevo palacio de justicia en la ubicación actual de Court Square, al pie de Market Street (ahora Dexter Avenue). Court Square tenía uno de los mercados de esclavos más grandes del Sur. La capital del estado se trasladó de Tuscaloosa a Montgomery, el 28 de enero de 1846.
Como capital del estado, Montgomery comenzó a influir en la política estatal y también desempeñaría un papel destacado en el escenario nacional. A partir del 4 de febrero de 1861, representantes de Alabama, Georgia, Florida, Luisiana, Misisipi y Carolina del Sur se reunieron en Montgomery, sede de la Convención del Sur, para formar los Estados Confederados de América. Montgomery fue nombrada la primera capital de la nación, y Jefferson Davis fue investido presidente en las escaleras del Capitolio del Estado. La capital se trasladó más tarde a Richmond, Virginia.
El 12 de abril de 1865, después de la Batalla de Selma, el mayor general James H. Wilson capturó Montgomery para la Unión.

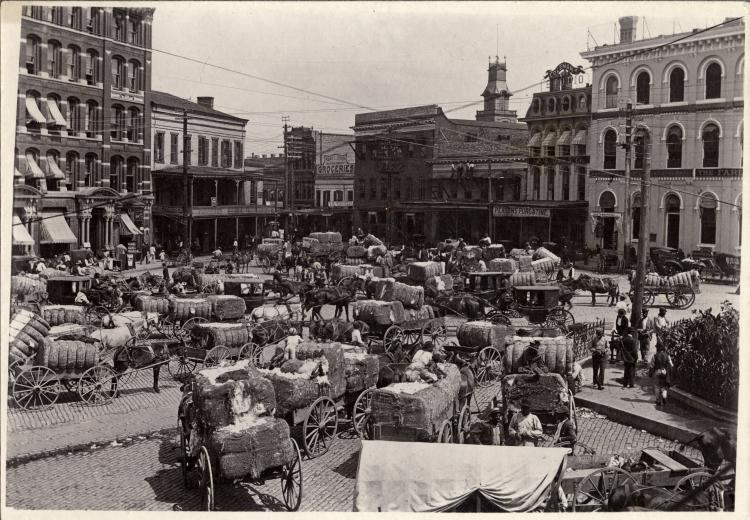
Algodón llevado al mercado, Montgomery, en 1900.

En 1886, Montgomery se convirtió en la primera ciudad de los Estados Unidos en instalar tranvías eléctricos en toda la ciudad a lo largo de un sistema que recibió el sobrenombre de Ruta del Relámpago. Los residentes siguieron las líneas de tranvía para instalarse en nuevas viviendas en lo que entonces eran lugares "suburbanos".

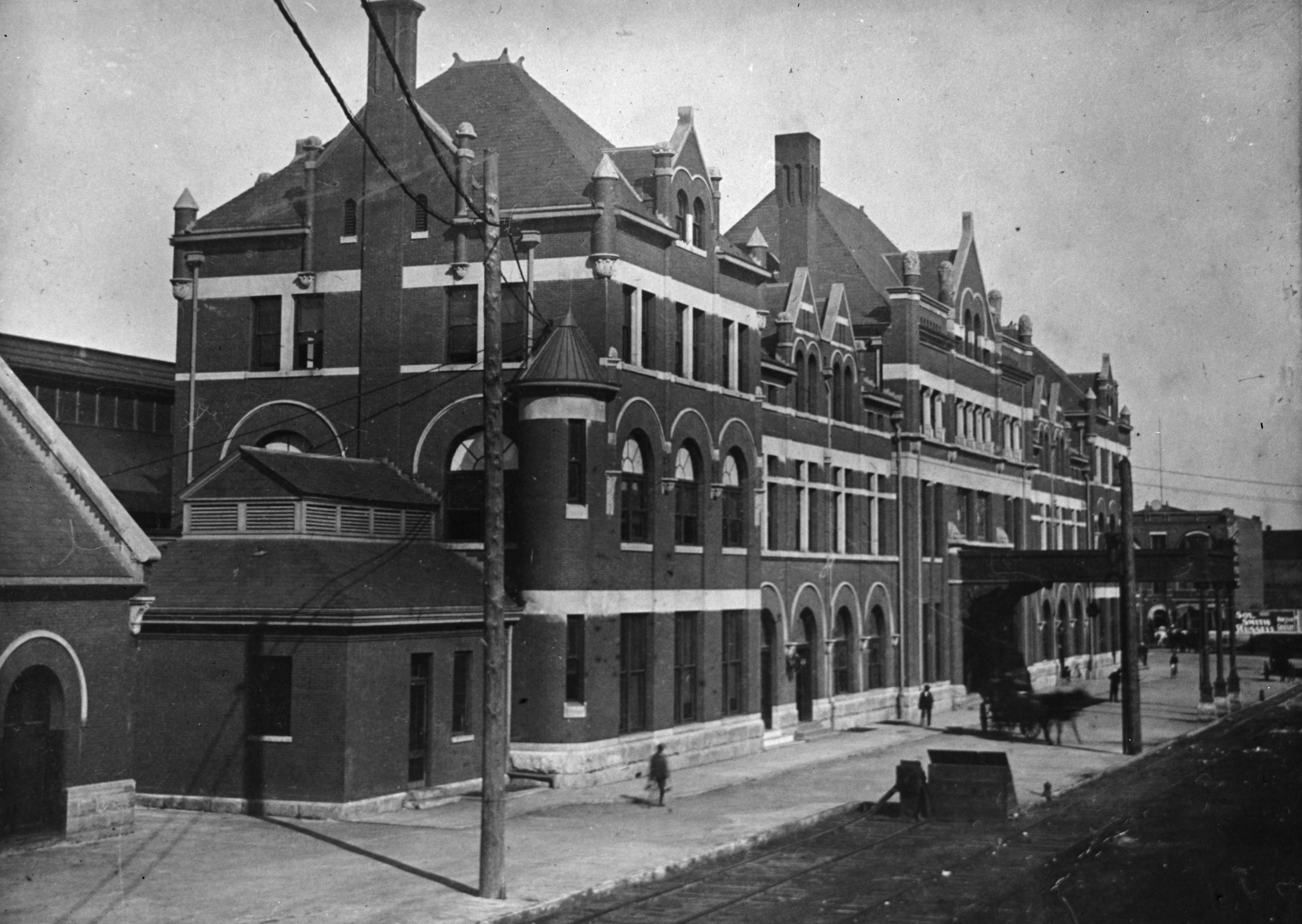
Estación Union de Montgomery al rededor del año 1900.

Al finalizar la era de la Reconstrucción, el alcalde WL Moses solicitó a la legislatura estatal que manipulara los límites de la ciudad. La legislatura cumplió y eliminó los distritos donde vivían afroamericanos, restaurando así la supremacía blanca en la demografía y el electorado de la ciudad. Esto impidió que los afroamericanos fueran elegidos en el municipio y les negó los servicios municipales.
El 12 de febrero de 1945, un tornado devastador y mortal azotó la parte occidental de la ciudad. El tornado mató a 26 personas, hirió a otras 293 y provocó un apagón en toda la ciudad que duró horas. La Oficina Meteorológica de los Estados Unidos describió este tornado como "el más observado oficialmente en la historia".
En la era posterior a la Segunda Guerra Mundial, los veteranos afroamericanos que regresaron estuvieron entre aquellos que se volvieron activos en la lucha por recuperar sus derechos civiles en el Sur: poder votar y participar en la política, usar libremente los lugares públicos, poner fin a la segregación. Según el historiador David Beito de la Universidad de Alabama, los afroamericanos en Montgomery "alimentaron el movimiento moderno por los derechos civiles". Los afroamericanos comprendían la mayoría de los clientes de los autobuses de la ciudad, pero se vieron obligados a ceder asientos e incluso a permanecer de pie para dejar espacio a los blancos. El 1 de diciembre de 1955, Rosa Parks fue arrestada por negarse a ceder su asiento de autobús a un hombre blanco, lo que desencadenó el boicot a los autobuses de Montgomery. Martin Luther King Jr., entonces pastor de la Iglesia Bautista de Dexter Avenue, y ED Nixon, un defensor local de los derechos civiles, fundaron la Asociación de Mejora de Montgomery para organizar el boicot. En junio de 1956, el juez del Tribunal de Distrito de los EE. UU. Frank M. Johnson dictaminó que la segregación racial en los autobuses de Montgomery era inconstitucional. Después de que la Corte Suprema de Estados Unidos confirmó el fallo en noviembre, la ciudad dejó de segregar el sistema de autobuses y se puso fin al boicot.
En acciones separadas, equipos integrados de Freedom Riders viajaron hacia el sur en autobuses interestatales. En violación de la ley federal y la constitución, las compañías de autobuses habían accedido durante décadas a las leyes estatales y exigían a los pasajeros que ocuparan asientos separados en los estados del sur. Los opositores a la iniciativa de integración organizaron la violencia de la turba en las paradas a lo largo del Freedom Ride. En Montgomery, hubo colaboración policial cuando una turba blanca atacó a los Freedom Riders en la estación de autobuses Greyhound en mayo de 1961. La reacción nacional indignada resultó en la aplicación de la desegregación del transporte público interestatal.
Martin Luther King Jr. regresó a Montgomery en 1965. Los líderes locales de derechos civiles en Selma habían estado protestando contra las leyes y prácticas de Jim Crow que levantaban barreras para que los negros se registraran para votar. Después del tiroteo de un hombre después de una manifestación por los derechos civiles, los líderes decidieron marchar a Montgomery para pedirle al gobernador George Wallace que permitiera el registro gratuito de votantes. La violencia que encontraron por parte de la policía de carreteras del condado y del estado indignó al país. El gobierno federal ordenó a la Guardia Nacional y a las tropas que protegieran a los manifestantes. Miles más se unieron a los manifestantes en el camino a Montgomery, y se estima que 25.000 manifestantes ingresaron a la capital para presionar por el derecho al voto. Estas acciones contribuyeron a la aprobación por parte del Congreso de la Ley de Derecho al Voto de 1965, para autorizar la supervisión federal y la aplicación de los derechos de los afroamericanos y otras minorías a votar.
El 7 de febrero de 1967, se produjo un devastador incendio en Dale's Penthouse, un restaurante y salón situado en el último piso del edificio de apartamentos Walter Bragg Smith (ahora llamado Capital Towers) en el número 7 de Clayton Street, en el centro de la ciudad. Veintiséis personas murieron.
En los últimos años, Montgomery ha crecido y diversificado su economía. Activa en la revitalización del centro, la ciudad adoptó un plan maestro en 2007; incluye la revitalización de Court Square y la ribera del río, renovando la conexión de la ciudad con el río. Muchos otros proyectos en construcción incluyen la revitalización de la histórica Dexter Avenue, mejoras peatonales y de infraestructura a lo largo del Sendero Histórico Nacional de Selma a Montgomery y la construcción de un nuevo parque ambiental en West Fairview Avenue.

## Leyes y gobierno
Montgomery opera bajo un sistema de gobierno de alcalde-consejo. El alcalde y los miembros del consejo son elegidos por períodos de cuatro años. El alcalde actual es Steven Reed,quien fue elegido como el primer alcalde afroamericano de la ciudad en una elección de segunda vuelta que se llevó a cabo el 8 de octubre de 2019.La ciudad está servida por un consejo municipal de nueve miembros, elegidos de nueve distritos uninominales de igual tamaño de población.
Como sede del condado de Montgomery, la ciudad es la sede de los tribunales del condado y de la comisión del condado, elegidos por separado. Montgomery al see la capital de Alabama, alberga numerosas oficinas gubernamentales estatales, incluida la oficina del gobernador, la legislatura de Alabama y la Corte Suprema de Alabama.
A nivel federal, Montgomery forma parte del segundo, séptimo y tercer distrito del Congreso de Alabama, representados actualmente por Barry Moore, Terri Sewell y Mike Rogers, respectivamente. El séptimo distrito representa la mayor parte de Montgomery occidental, el segundo el sur y norte de Montgomery, y el tercero el este de Montgomery.

### Delitos
Según las estadísticas del Informe Uniform Crime Report compiladas por la Oficina Federal de Investigaciones (FBI) en 2022, hubo 522 delitos violentos y 2636 delitos contra la propiedad por cada 100 000 residentes. De estos, los delitos violentos consistieron en 18 asesinatos, 9 violaciones, 141 robos y 354 asaltos agravados, mientras que los delitos contra la propiedad se definieron como 562 robos, 1773 hurtos, 301 robos de vehículos motorizados y 0 incendios provocados.
Según la ciudad, en 2023 hubo 75 homicidios.
Las tasas de delitos violentos de Montgomery se comparan desfavorablemente con las de otras grandes ciudades del estado. En 2009, las tasas de delincuencia de Montgomery eran favorables en comparación con otras grandes ciudades de Alabama, como Huntsville, Mobile y Birmingham. Sin embargo, la delincuencia aumentó en la década de 2010 y principios de la de 2020, lo que llevó a un récord de más de 320 víctimas de tiroteos y más de 77 víctimas de homicidio en 2021.En 2022, la tasa de delitos violentos de Montgomery fue de 514 por 100.000, lo que le valió una calificación de solo 9/100. En cuanto a los delitos contra la propiedad, el promedio de Montgomery es similar al de otras grandes ciudades de Alabama, pero más alto que los promedios generales estatales y nacionales.

## Geografía

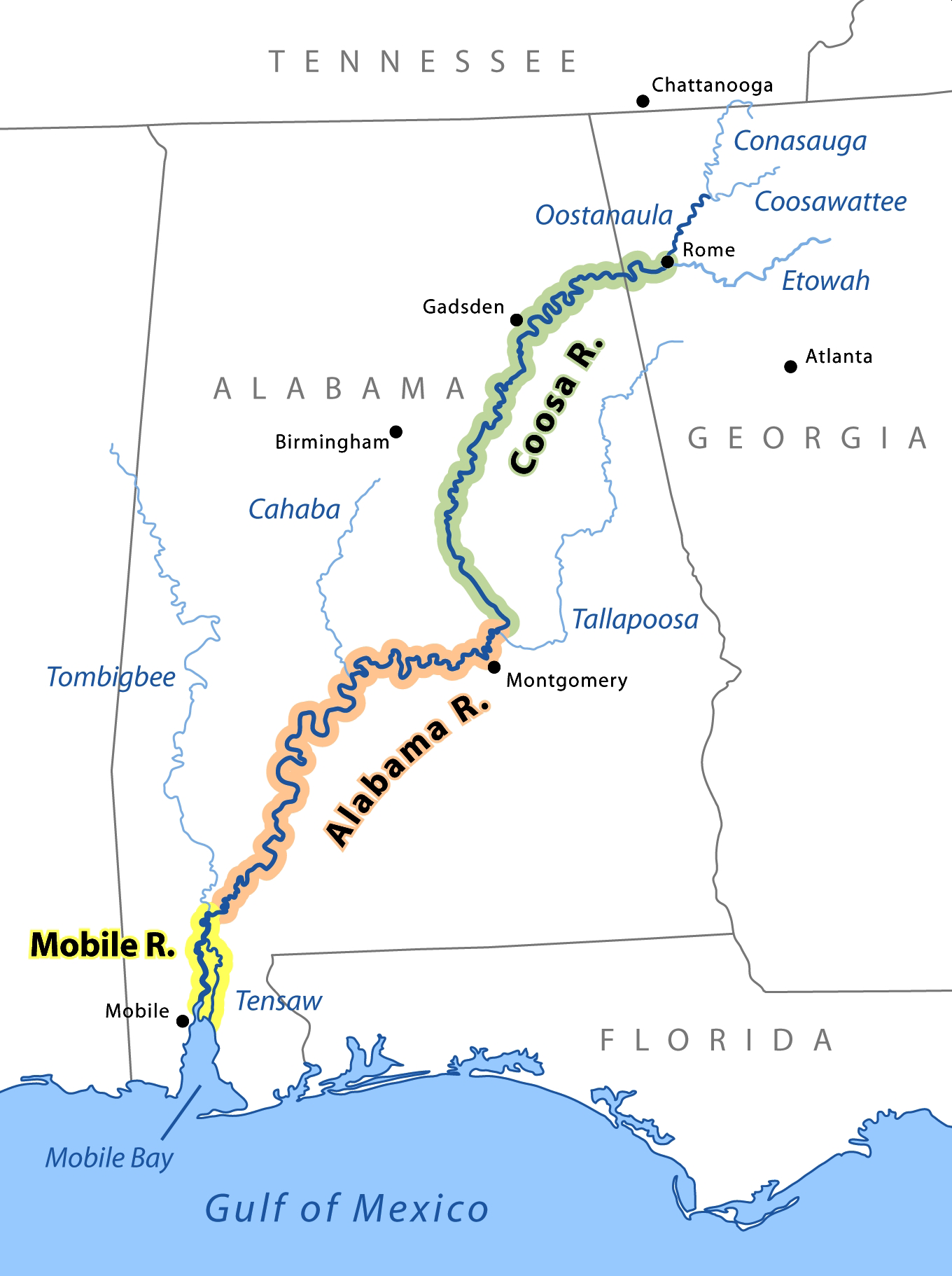
Mapa de los ríos Mobile, Alabama y Coosa, donde aparece Montgomery a la orilla del segundo de estos ríos

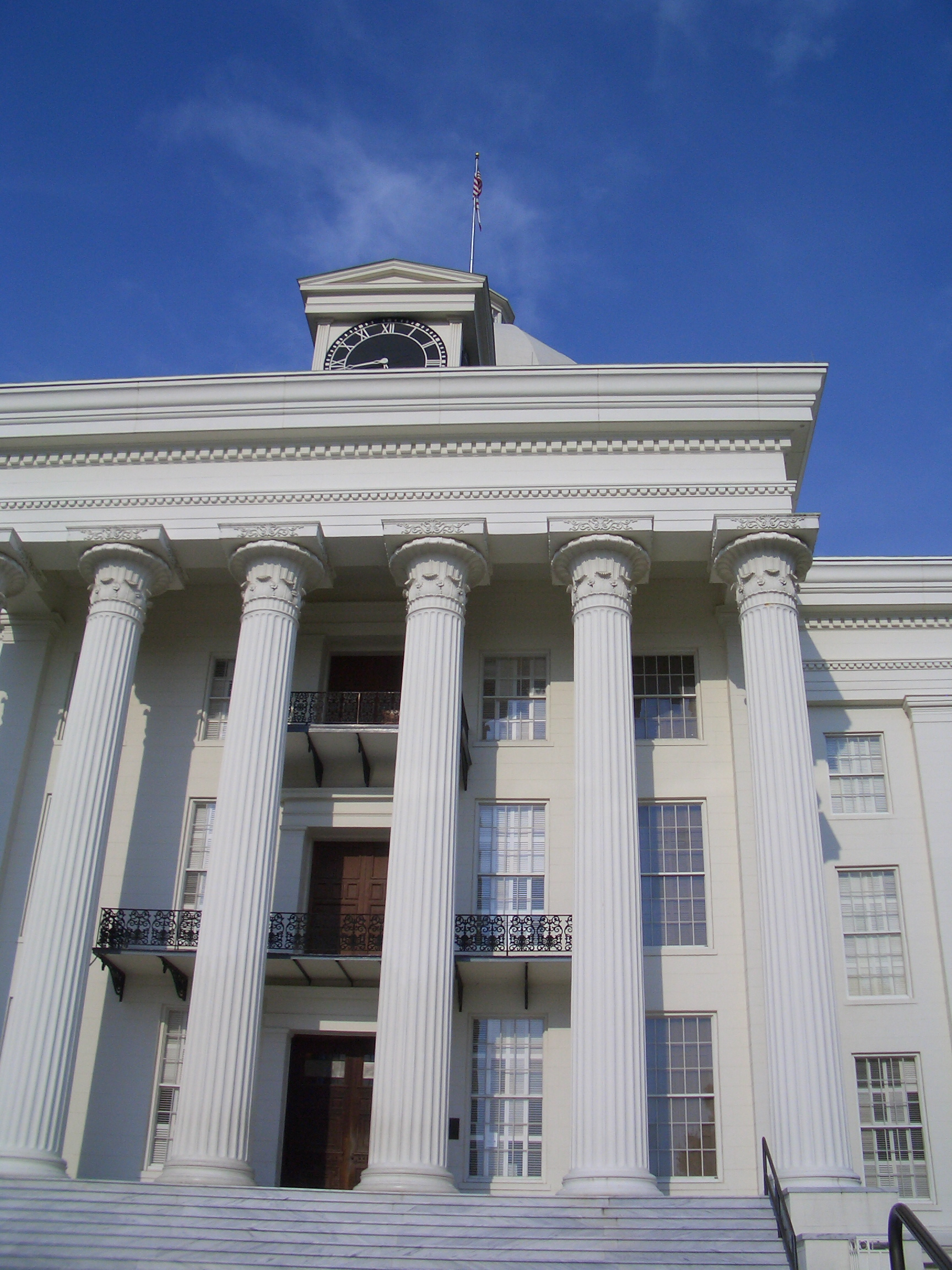
Capitolio de Montgomery

Montgomery se encuentra ubicada en las coordenadas 32°22′N 86°18′O / 32.367, -86.300 a una altitud de 76 m s. n. m. Según la Oficina del Censo de los Estados Unidos la ciudad tiene una superficie total de 405 km² de los cuales 402 km² corresponden a tierra y 2,1 km² (0,52%) son de agua.

## Clima
Montgomery tiene un clima subtropical húmedo, con inviernos cortos y suaves, primaveras y otoños cálidos y veranos largos, calurosos y húmedos. La temperatura media diaria en enero es de 8,1 °C (46,6 °F), y hay 3,4 días con temperaturas mínimas inferiores a −7 °C (20 °F); es poco común que haya temperaturas de −12 °C (10 °F) o menos. La media diaria en julio es de 27,7 °C (81,8 °F), con temperaturas máximas que superan los 32,2 °C (90 °F) 86 días al año y los 37,8 °C (100 °F) 3,9. Los índices de calor de las tardes de verano, mucho más a menudo que la temperatura real del aire, suelen ser de 100 °F o más. Las precipitaciones están distribuidas a lo largo del año, aunque febrero, marzo y julio son los meses más húmedos, mientras que octubre es, con diferencia, el mes más seco. Solo se producen nevadas durante algunos inviernos, e incluso en esos casos suelen ser ligeras. Las tormentas de nieve importantes son poco frecuentes, pero se producen aproximadamente una vez cada diez años. Las temperaturas extremas oscilan entre los -21 °C (-5 °F) del 13 de febrero de 1899  y los 42 °C (107 °F) del 7 de julio de 1881. 
Las tormentas eléctricas son las responsables de la mayor parte de las precipitaciones de Montgomery. Son comunes durante los meses de verano, pero ocurren durante todo el año. Ocasionalmente, pueden ocurrir tormentas eléctricas severas (que producen granizo grande y vientos dañinos además de los peligros habituales de rayos y lluvias intensas), en particular durante la primavera. Las tormentas severas también conllevan el riesgo de tornados. A veces, las perturbaciones tropicales (algunas de las cuales golpean la Costa del Golfo como huracanes antes de perder intensidad a medida que avanzan hacia el interior) pueden traer lluvias muy fuertes.
| Parámetros climáticos promedio de Montgomery, Alabama (normales 1991–2020 , extremos 1872–presente) | Parámetros climáticos promedio de Montgomery, Alabama (normales 1991–2020 , extremos 1872–presente) | Parámetros climáticos promedio de Montgomery, Alabama (normales 1991–2020 , extremos 1872–presente) | Parámetros climáticos promedio de Montgomery, Alabama (normales 1991–2020 , extremos 1872–presente) | Parámetros climáticos promedio de Montgomery, Alabama (normales 1991–2020 , extremos 1872–presente) | Parámetros climáticos promedio de Montgomery, Alabama (normales 1991–2020 , extremos 1872–presente) | Parámetros climáticos promedio de Montgomery, Alabama (normales 1991–2020 , extremos 1872–presente) | Parámetros climáticos promedio de Montgomery, Alabama (normales 1991–2020 , extremos 1872–presente) | Parámetros climáticos promedio de Montgomery, Alabama (normales 1991–2020 , extremos 1872–presente) | Parámetros climáticos promedio de Montgomery, Alabama (normales 1991–2020 , extremos 1872–presente) | Parámetros climáticos promedio de Montgomery, Alabama (normales 1991–2020 , extremos 1872–presente) | Parámetros climáticos promedio de Montgomery, Alabama (normales 1991–2020 , extremos 1872–presente) | Parámetros climáticos promedio de Montgomery, Alabama (normales 1991–2020 , extremos 1872–presente) | Parámetros climáticos promedio de Montgomery, Alabama (normales 1991–2020 , extremos 1872–presente) |
| Mes                                                                                                 | Ene.                                                                                                | Feb.                                                                                                | Mar.                                                                                                | Abr.                                                                                                | May.                                                                                                | Jun.                                                                                                | Jul.                                                                                                | Ago.                                                                                                | Sep.                                                                                                | Oct.                                                                                                | Nov.                                                                                                | Dic.                                                                                                | Anual                                                                                               |
| --------------------------------------------------------------------------------------------------- | --------------------------------------------------------------------------------------------------- | --------------------------------------------------------------------------------------------------- | --------------------------------------------------------------------------------------------------- | --------------------------------------------------------------------------------------------------- | --------------------------------------------------------------------------------------------------- | --------------------------------------------------------------------------------------------------- | --------------------------------------------------------------------------------------------------- | --------------------------------------------------------------------------------------------------- | --------------------------------------------------------------------------------------------------- | --------------------------------------------------------------------------------------------------- | --------------------------------------------------------------------------------------------------- | --------------------------------------------------------------------------------------------------- | --------------------------------------------------------------------------------------------------- |
| Temp. máx. abs. (°C)                                                                                | 28.3                                                                                                | 30                                                                                                  | 32.2                                                                                                | 34.4                                                                                                | 37.2                                                                                                | 41.1                                                                                                | 41.7                                                                                                | 41.1                                                                                                | 41.1                                                                                                | 38.9                                                                                                | 32.8                                                                                                | 29.4                                                                                                | 41.7                                                                                                |
| Temp. máx. media (°C)                                                                               | 15.4                                                                                                | 18.2                                                                                                | 22.2                                                                                                | 26                                                                                                  | 30                                                                                                  | 33.1                                                                                                | 34.3                                                                                                | 34.2                                                                                                | 31.8                                                                                                | 26.8                                                                                                | 21                                                                                                  | 16.6                                                                                                | 25.8                                                                                                |
| Temp. media (°C)                                                                                    | 8.9                                                                                                 | 11.4                                                                                                | 15.1                                                                                                | 18.7                                                                                                | 23.1                                                                                                | 26.8                                                                                                | 28.3                                                                                                | 28.1                                                                                                | 25.4                                                                                                | 19.7                                                                                                | 13.7                                                                                                | 10.1                                                                                                | 19.1                                                                                                |
| Temp. mín. media (°C)                                                                               | 2.5                                                                                                 | 4.7                                                                                                 | 8.1                                                                                                 | 11.4                                                                                                | 16.3                                                                                                | 20.6                                                                                                | 22.3                                                                                                | 21.9                                                                                                | 19.1                                                                                                | 12.5                                                                                                | 6.3                                                                                                 | 3.7                                                                                                 | 12.4                                                                                                |
| Temp. mín. abs. (°C)                                                                                | -17.8                                                                                               | -20.6                                                                                               | -8.3                                                                                                | -2.2                                                                                                | 4.4                                                                                                 | 8.9                                                                                                 | 15                                                                                                  | 13.3                                                                                                | 3.9                                                                                                 | -3.3                                                                                                | -10.6                                                                                               | -15                                                                                                 | -20.6                                                                                               |
| Precipitación total (mm)                                                                            | 117.9                                                                                               | 124                                                                                                 | 132.3                                                                                               | 101.3                                                                                               | 98.6                                                                                                | 103.6                                                                                               | 128.5                                                                                               | 102.1                                                                                               | 93.7                                                                                                | 72.9                                                                                                | 97.8                                                                                                | 126.7                                                                                               | 1299.5                                                                                              |
| Nevadas (cm)                                                                                        | 0                                                                                                   | 0                                                                                                   | 0.8                                                                                                 | 0                                                                                                   | 0                                                                                                   | 0                                                                                                   | 0                                                                                                   | 0                                                                                                   | 0                                                                                                   | 0                                                                                                   | 0                                                                                                   | 0.3                                                                                                 | 1                                                                                                   |
| Días de precipitaciones (≥ 0.2 mm)                                                                  | 10.4                                                                                                | 9.5                                                                                                 | 9.1                                                                                                 | 7.7                                                                                                 | 8.1                                                                                                 | 10.3                                                                                                | 11.7                                                                                                | 9.7                                                                                                 | 6.5                                                                                                 | 6.4                                                                                                 | 7.0                                                                                                 | 10.2                                                                                                | 106.6                                                                                               |
| Días de nevadas (≥ 0.2 cm)                                                                          | 0.1                                                                                                 | 0.0                                                                                                 | 0.1                                                                                                 | 0.1                                                                                                 | 0.0                                                                                                 | 0.0                                                                                                 | 0.0                                                                                                 | 0.0                                                                                                 | 0.0                                                                                                 | 0.0                                                                                                 | 0.0                                                                                                 | 0.1                                                                                                 | 0.4                                                                                                 |
| Horas de sol                                                                                        | 153.1                                                                                               | 166.0                                                                                               | 219.4                                                                                               | 250.8                                                                                               | 267.4                                                                                               | 261.8                                                                                               | 262.1                                                                                               | 251.9                                                                                               | 226.4                                                                                               | 228.3                                                                                               | 171.4                                                                                               | 153.1                                                                                               | 2611.7                                                                                              |
| Humedad relativa (%)                                                                                | 69.8                                                                                                | 66.5                                                                                                | 66.0                                                                                                | 66.8                                                                                                | 70.6                                                                                                | 71.7                                                                                                | 75.7                                                                                                | 76.0                                                                                                | 73.9                                                                                                | 71.1                                                                                                | 71.7                                                                                                | 70.9                                                                                                | 70.9                                                                                                |
| Fuente: NOAA (nieve 1981–2010, humedad y horas de sol 1961−1990)                                    | | | | | | | | | | | | | |

## Cultura
Montgomery cuenta con una de las escenas artísticas más dinámicas de cualquier ciudad de tamaño medio de Estados Unidos. El Parque Cultural Winton M. Blount (llamado así por Winton M. Blount), situado en el este de Montgomery, alberga el Museo de Bellas Artes de Montgomery. Las colecciones permanentes del museo incluyen arte y esculturas estadounidenses, arte sureño, grabados de maestros europeos y colecciones de obras de porcelana y vidrio. La Sociedad de Artes y Oficios opera una galería cooperativa para artistas locales.
El zoológico de Montgomery alberga más de 500 animales, de cinco continentes, en 0,16 km² de hábitats sin barreras. El Museo Hank Williams contiene una de las colecciones más grandes de recuerdos de Williams en el mundo. El Museo de Alabama sirve como el museo de historia oficial del estado y está ubicado en el edificio del Departamento de Archivos e Historia de Alabama en el centro de la ciudad. Este museo fue renovado y ampliado en 2013 en un proyecto de $10 millones que incluye actualizaciones tecnológicas y muchas exhibiciones y exhibiciones nuevas. El Planetario WA Gayle, operado por la Universidad de Troy, es uno de los más grandes del sureste de los Estados Unidos y ofrece recorridos por el cielo nocturno y espectáculos sobre temas actuales en astronomía. El planetario se actualizó a un proyector digital de cúpula completa en 2014.

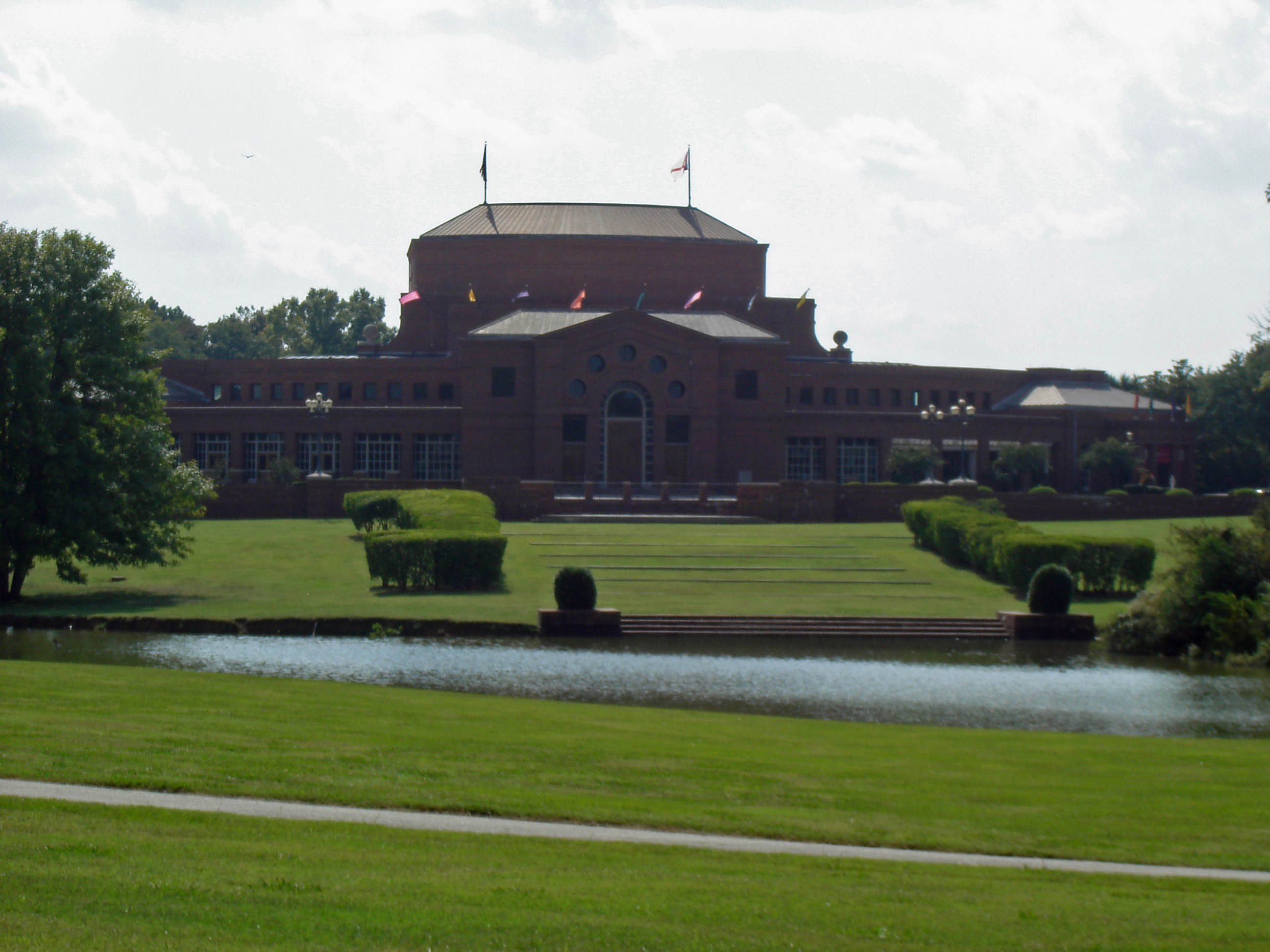
El Teatro Carolyn Blount del Festival de Shakespeare de Alabama.

Blount Park también contiene el Teatro Carolyn Blount del Festival de Shakespeare de Alabama. El Festival de Shakespeare presenta durante todo el año representaciones de obras clásicas y representaciones de interés local, además de obras de William Shakespeare. El Teatro Davis para las Artes Escénicas, con capacidad para 1200 personas, en el campus de la Universidad Troy en Montgomery, abrió sus puertas en 1930 y fue renovado en 1983. Alberga a la Orquesta Sinfónica de Montgomery, el Teatro de Danza de Alabama y el Ballet de Montgomery, así como otras producciones teatrales.  La Sinfónica ha estado actuando en Montgomery desde 1979.El Teatro Capri en Cloverdale fue construido en 1941 y hoy muestra películas independientes.El moderno Centro de Artes Escénicas Montgomery, con capacidad para 1.800 personas, abrió sus puertas dentro del recientemente renovado centro de convenciones del centro de la ciudad en 2007. Alberga una variedad de espectáculos, desde obras de Broadway hasta conciertos, y artistas como BB King, Gregg Allman y Merle Haggard.
Numerosos intérpretes musicales tienen raíces en Montgomery: Toni Tennille del dúo The Captain and Tennille, el cantante de jazz y pianista Nat King Cole, el cantante de country Hank Williams,el cantante de blues Big Mama Thornton, Melvin Franklin de The Temptations y el guitarrista Tommy Shaw de Styx.
La autora y artista Zelda Sayre nació en Montgomery. En 1918, conoció a F. Scott Fitzgerald, entonces un joven soldado destinado en un puesto del ejército cercano. La casa donde vivieron cuando se casaron por primera vez funciona hoy como el Museo F. Scott y Zelda Fitzgerald.El poeta Sidney Lanier vivió en Montgomery y Prattville inmediatamente después de la Guerra Civil, mientras escribía su novela Tiger Lilies.
Además de estos músicos notables de antes, algunas de las bandas de rock de Montgomery han logrado un éxito nacional desde finales del siglo XX. Los artistas locales de Trust Company firmaron con Geffen Records en 2002. Hot Rod Circuit se formó en Montgomery en 1997 bajo el nombre de Antidote, pero logró el éxito con Vagrant Records después de mudarse a Connecticut.

### Deportes
El equipo de beisbol de Montgomery es el Montgomery Biscuits. Los Biscuits juegan en la Liga Sur de Clase AA. Están afiliados a los Tampa Bay Rays y juegan en el Montgomery Riverwalk Stadium. El Riverwalk Stadium fue sede del Campeonato Nacional de Béisbol de la División II de la NCAA desde 2004 hasta 2007. El campeonato se había jugado anteriormente en el Paterson Field en Montgomery desde 1985 hasta 2003. El Riverwalk Stadium también ha sido sede de dos juegos de estrellas de la Liga Sur en 2006 y 2015.

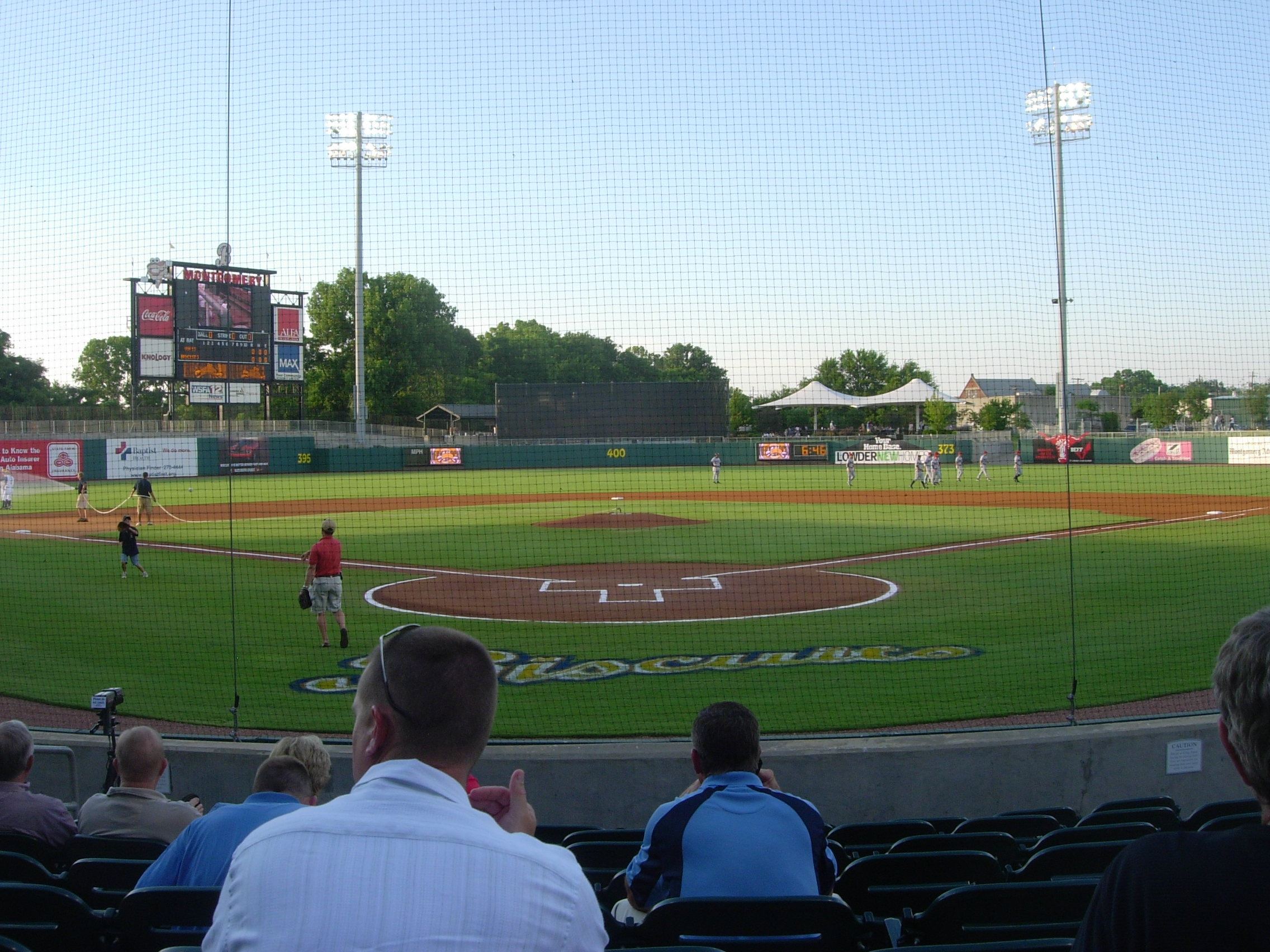
Los Montgomery Biscuits juegan en el estadio Riverwalk.

El evento de golf femenino Yokohama Tire LPGA Classic se lleva a cabo en el Robert Trent Jones Golf Trail en Capitol Hill en la cercana Prattville. El Garrett Coliseum fue la sede del desaparecido equipo de fútbol sala Montgomery Bears.
En Montgomery también se celebran eventos deportivos organizados por las universidades y colegios de la zona. Los Alabama State University Hornets juegan en la competencia de División I de la NCAA, en la Southwestern Athletic Conference (SWAC). El equipo de fútbol juega en el Hornet Stadium, los equipos de baloncesto juegan en el Dunn-Oliver Acadome y el equipo de béisbol juega en el ASU Baseball Complex, que abrió recientemente el 26 de marzo de 2010. La Universidad de Auburn en Montgomery (AUM) presenta equipos en la competencia de División II de la NCAA. Huntingdon College participa en el nivel de División III de la NCAA y la Universidad Faulkner es miembro de la NAIA y es un rival cercano de AUM. El Blue–Gray Football Classic fue un juego anual de estrellas de fútbol universitario que se llevó a cabo desde 1938 hasta 2001. En 2009, la ciudad fue anfitriona del primer Historical Black College and University (HBCU) All-Star Football Bowl anual que se jugó en Cramton Bowl. A partir de 2014, Montgomery será sede del campeonato de fútbol de la Southern Intercollegiate Athletic Conference ; este se llevó a cabo en Cramton Bowl. A partir de diciembre de 2014, Montgomery se convirtió en la sede del Camellia Bowl en Cramton Bowl como parte del calendario anual de partidos de fútbol universitario. Montgomery alberga anualmente el Max Capital City Classic dentro del Riverwalk Stadium, que es un partido de béisbol entre los grandes rivales Auburn University y The University of Alabama.
Varios atletas profesionales exitosos provienen de Montgomery, incluido el miembro del Salón de la Fama del Fútbol Profesional Bart Starr,y el dos veces medallista de oro olímpico en atletismo Alonzo Babers.

### Organizaciones cívicas
Montgomery cuenta con muchas organizaciones gubernamentales y cívicas sin fines de lucro activas. Las organizaciones financiadas por la ciudad incluyen Montgomery Clean City Commission (una afiliado de Keep America Beautiful), que trabaja para promover la limpieza y la conciencia ambiental. BONDS (Building Our Neighborhoods for Development and Success), que trabaja para involucrar a los ciudadanos en los programas de la ciudad y sin fines de lucro, coordina y ayuda a las asociaciones de vecinos y trabaja para promover el orgullo cívico y vecinal entre los residentes de Montgomery.
Varias organizaciones se centran en las relaciones de diversidad y en la rica historia de derechos civiles de la ciudad. Leadership Montgomery ofrece formación en ciudadanía. Bridge Builders Alabama trabaja con jóvenes de secundaria para promover la diversidad y el compromiso cívico. El grupo One Montgomery se fundó en 1983 y es un foro para la creación de redes de un grupo diverso de ciudadanos activos en asuntos cívicos. Montgomery también alberga el Museo Legacy, el Monumento de los Derechos Civiles, el Monumento Nacional por la Paz y la Justicia, el Museo Freedom Rides, el Centro Nacional para el Estudio de los Derechos Civiles y la Cultura Afroamericana y la Biblioteca y Museo Rosa Parks.

## Educación
La mayor parte de la ciudad de Montgomery y del condado de Montgomery están atendidas por el sistema de escuelas públicas de Montgomery. En 2022, había 26.381 estudiantes matriculados en el sistema y 1.412 profesores empleados. El sistema gestiona 32 escuelas primarias, 13 escuelas intermedias y 10 escuelas secundarias, así como 6 escuelas imán, 1 escuela alternativa y 2 centros de educación especial. Montgomery es una de las únicas ciudades de Alabama que alberga tres escuelas públicas con programas de Bachillerato Internacional. En 2007, Forest Avenue Academic Magnet Elementary School y en 2015, Bear Exploration Center fueron nombradas Escuela Nacional Blue Ribbon. En 2022, LAMP High School fue nombrada la escuela magnet número 7 en los Estados Unidos y la escuela secundaria pública número 1 en el estado de Alabama en la lista de US News & World Report. Otras tres escuelas secundarias de Montgomery Public Schools también estaban en la lista, la mayor cantidad de cualquier sistema escolar público en el estado (Brewbaker Technology Magnet y George Washington Carver High School).
La base de la Fuerza Aérea Maxwell está dividida en zonas para las escuelas de la Actividad Educativa del Departamento de Defensa (DoDEA) para los grados K-8. El DoDEA opera la escuela primaria y secundaria de la base de la Fuerza Aérea Maxwell. Para la escuela secundaria, los residentes de la base de la Fuerza Aérea Maxwell están divididos en zonas para las instalaciones de las escuelas públicas de Montgomery: los residentes de la base principal están divididos en zonas para Carver High, mientras que los residentes del Anexo Gunner están divididos en zonas para Dr. Percy L. Julian High School. Los residentes pueden asistir a escuelas magnet.
En Montgomery hay 28 escuelas privadas, incluidas notables academias (anteriormente) segregacionistas como Montgomery Academy (Alabama).
Las Escuelas Públicas de Montgomery gestiona escuelas públicas.
La biblioteca pública de la ciudad y el condado de Montgomery opera once bibliotecas públicas en ubicaciones en toda la ciudad y el condado.
La ciudad alberga la biblioteca jurídica más antigua de Alabama, la Biblioteca de Derecho de la Corte Suprema y del Estado, fundada en 1828. Ubicada en el edificio judicial Heflin-Torbert, la Biblioteca de Derecho posee una colección de libros raros que contiene obras impresas desde 1605.
Montgomery ha sido la sede de la Universidad Estatal de Alabama, una universidad históricamente negra, desde que la Universidad Normal Lincoln para Maestros se mudó de Marion en 1887. Hoy, ASU es la segunda mayor universidad históricamente para negros de Alabama, con una matrícula de casi 5 000 estudiantes, procedentes de 42 estados de EE. UU. y de 7 países. La Universidad pública de Troy mantiene un campus de población estudiantil de 3 000 en el centro de Montgomery que alberga la Biblioteca y Museo Rosa Parks. Otra institución pública, la Universidad de Auburn en Montgomery, con una matrícula de casi 5 000 alumnos, en su mayoría del área de Montgomery, se encuentra en la parte este de la ciudad. El Centro Médico Bautista Sur de Montgomery también alberga una sucursal de la facultad de medicina de la Universidad de Alabama en Birmingham, en su campus en Eastern Boulevard.
Montgomery también alberga varias universidades privadas: Faulkner University, que tiene una matrícula de 2 952 estudiantes, es una escuela afiliada a la Iglesia de Cristo que alberga la Facultad de Derecho Thomas Goode Jones; Huntingdon College, que tiene una población estudiantil actual de aproximadamente 1 100 alumnos y está afiliada a la Iglesia Metodista Unida; y Amridge University.
Varias universidades de dos años tienen campus en Montgomery, como el H. Councill Trenholm State Technical College.
La base aérea Maxwell es la sede de la Universidad del Aire, el centro de educación militar profesional de la Fuerza Aérea de los Estados Unidos. Las sucursales de la Universidad del Aire con sede en Montgomery son la Escuela de Oficiales de Escuadrón, la Escuela de Comando y Estado Mayor del Aire, la Escuela de Guerra Aérea y el Colegio Comunitario de la Fuerza Aérea.

## Salud
Montgomery es un centro de atención médica en la región central de Alabama y Black Belt. Los hospitales ubicados en la ciudad incluyen Baptist Medical Center South en South East Boulevard, Baptist Medical Center East junto al campus de la Universidad de Auburn Montgomery en Taylor Road y Jackson Hospital, que se encuentra junto a Oak Park, a la salida de la carretera interestatal 85. Montgomery también alberga dos campus de facultades de medicina: Baptist Medical Center South (administrado por la Universidad de Alabama en Birmingham) y Jackson Hospital (administrado por el Consorcio de Educación Médica de Alabama).

## Zonas de recreación
Montgomery tiene más de 1600 acres de zonas verdes, que son mantenidas y operadas por el Departamento de Parques y Recreación de la Ciudad de Montgomery. El departamento también opera 24 centros comunitarios, un parque de patinaje, dos campos de golf (Lagoon Park y Gateway Park), el estadio y multicine Cramton Bowl, dos centros de tenis (Lagoon Park y O'Conner), 65 áreas de juegos, 90 campos de béisbol y sóftbol, 24 campos de fútbol, incluido el estadio de fútbol Emory Folmar, y un barco fluvial.

## Medios de comunicación
El periódico matutino Montgomery Advertiser comenzó a publicarse como The Planter's Gazette en 1829. Es el periódico principal del centro de Alabama y está afiliado al Gannett. En 1970, el entonces editor Harold E. Martin ganó el premio Pulitzer por reportajes especiales mientras trabajaba en el Advertiser. El Alabama Journal fue un periódico vespertino local desde 1899 hasta el 16 de abril de 1993, cuando publicó su último número antes de fusionarse con el Advertiser matutino.
Montgomery cuenta con siete estaciones de televisión locales: WNCF 32 (ABC), WSFA 12 (NBC), WCOV 20 (Fox), WBMM 22 (CW), WAIQ 26 (PBS), WMCF-TV 45 (TBN), WFRZ-LD 33 (Religiosa y Educativa). Además, WAKA 8 (CBS), con licencia para Selma pero que opera desde Montgomery, y WBIH 29 (independiente) ubicada en Selma, y WIYC 67 (AMV) tiene licencia para Troy. Montgomery es parte del Área de Mercado Designada (DMA) de Montgomery-Selma, que ocupa el puesto 118 a nivel nacional según Nielsen Media Research. Charter Communications y Knology brindan servicio de televisión por cable. DirecTV y Dish Network brindan televisión satelital de transmisión directa que incluye canales locales y nacionales para los residentes del área.
El área de Montgomery cuenta con ocho estaciones de radio AM: WMSP, WMGY, WZKD, WTBF, WGMP, WAPZ, WLWI y WXVI; y diecinueve estaciones FM: WJSP, WAPR, WELL, WLBF, WTSU, WVAS, WLWI, WXFX, WQKS, WWMG, WVRV, WJWZ, WBAM, WALX, WHHY, WMXS, WHLW, WZHT y WMRK. Montgomery ocupa el puesto 150 entre las más grandes según Arbitron.
La estación de radio meteorológica NOAA KIH55 transmite información meteorológica y de peligros para Montgomery y sus alred.

## Transporte
Dos autopistas interestatales atraviesan Montgomery. La Interestatal 65 es la principal autopista de norte a sur que atraviesa la ciudad y que une Birmingham y Huntsville al norte y Mobile al sur. Montgomery es el término sur de la Interestatal 85, otra autopista de norte a sur (aunque corre de este a oeste en la ciudad), que conduce al noreste a Atlanta y Charlotte. La principal vía pública de superficie es un bucle que consta de la Ruta Estatal 152 en el norte, la Carretera Federal 231 y la Carretera Federal 80 en el este, la Carretera Federal 82 en el sur y la Carretera Federal 31 a lo largo del oeste de la ciudad. El Departamento de Transporte de Alabama planea el Outer Montgomery Loop para aliviar la congestión del tráfico en la ciudad. Está previsto que conecte la Interestatal 85 cerca de Mt. Meigs con la Carretera Federal 80 al suroeste de la ciudad. Una vez completado el bucle, llevará la designación I-85, mientras que la I-85 original hacia el centro de la ciudad será redesignada I-685.
El sistema de tránsito del área de Montgomery ofrece transporte público con autobuses que dan servicio a la ciudad. El sistema cuenta con 32 autobuses que brindan un promedio de 4500 viajes de pasajeros por día. El número de pasajeros ha mostrado un crecimiento constante desde que el sistema se renovó en 2000; el sistema brindó servicio a más de 1 millón de pasajeros en 2008. Greyhound Lines opera una terminal en Montgomery para viajes de autobús interurbanos en la Instalación de Tránsito Intermodal del centro de la ciudad.
El Aeropuerto Regional de Montgomery, también conocido como Dannelly Field, es el aeropuerto más importante de Montgomery. Sirve principalmente como base de la Guardia Nacional Aérea y para la aviación general, pero las aerolíneas comerciales realizan vuelos regionales a Atlanta, Dallas–Fort Worth y Charlotte.
El servicio ferroviario de pasajeros a Montgomery mejoró en 1898 con la apertura de la estación Unión. El servicio continuó hasta 1979, cuando Amtrak finalizó su ruta en Florida. Amtrak regresó desde 1989 hasta 1995 con Gulf Breeze, una extensión de la línea Crescent.
Según la Encuesta sobre la comunidad estadounidense de 2016, el 84,3 % de los residentes trabajadores de la ciudad de Montgomery se desplazaban en coche solos, el 8,8 % compartían coche, el 0,4 % utilizaban el transporte público y el 0,6 % caminaban. Alrededor del 3,5 % utilizaban todas las demás formas de transporte, incluidos taxis, motocicletas y bicicletas. Alrededor del 5,9 % de los residentes trabajadores de la ciudad de Montgomery trabajaban desde casa. A pesar del alto nivel de desplazamientos en automóvil, el 8,5 % de los hogares de la ciudad de Montgomery no tenían coche en 2015, cifra que aumentó al 11 % en 2016. El promedio nacional fue del 8,7 % en 2016. Montgomery tenía un promedio de 1,62 coches por hogar en 2016, en comparación con el promedio nacional de 1,8 por hogar.

## Galería

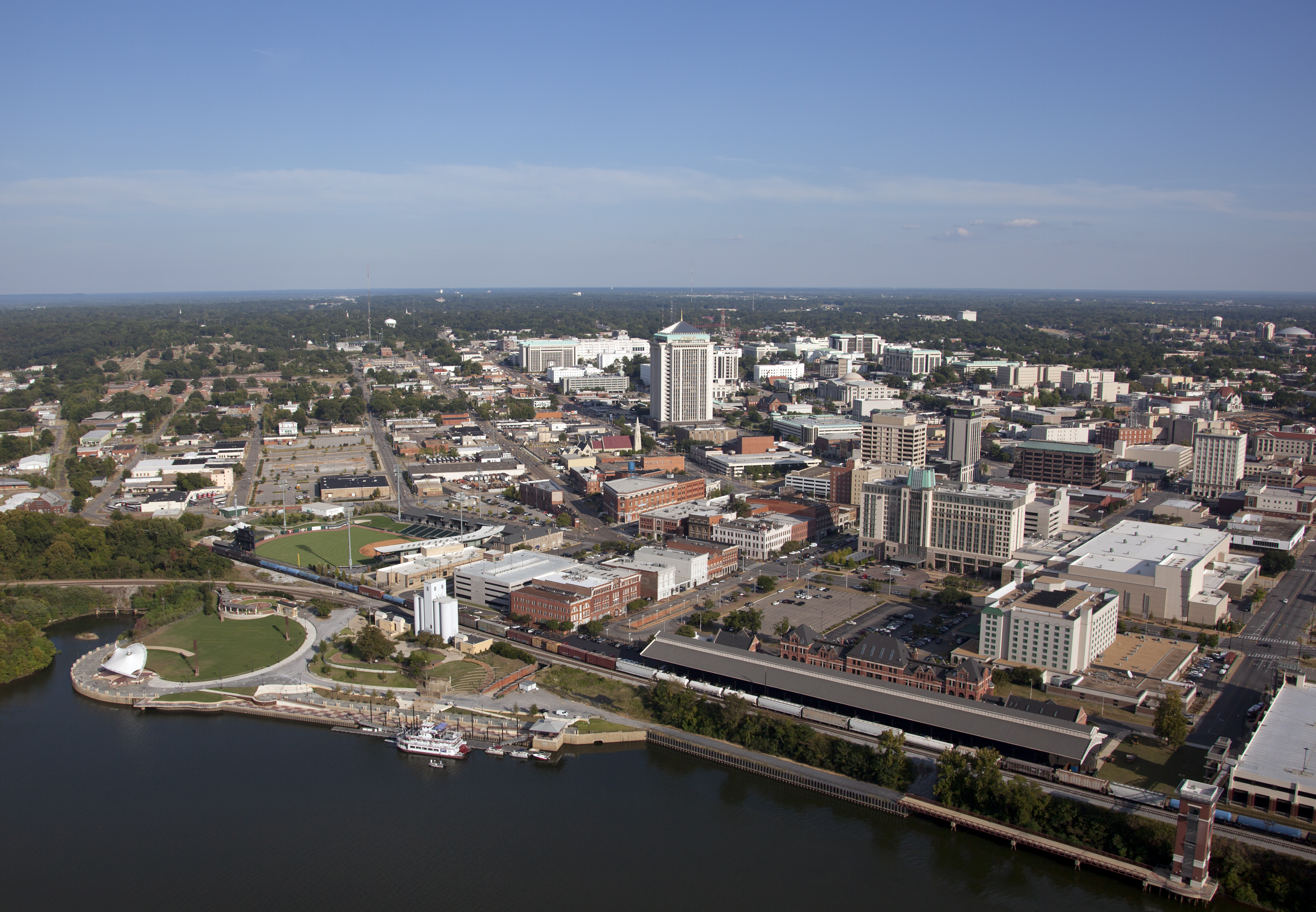
Montgomery, a orillas del río Alabama
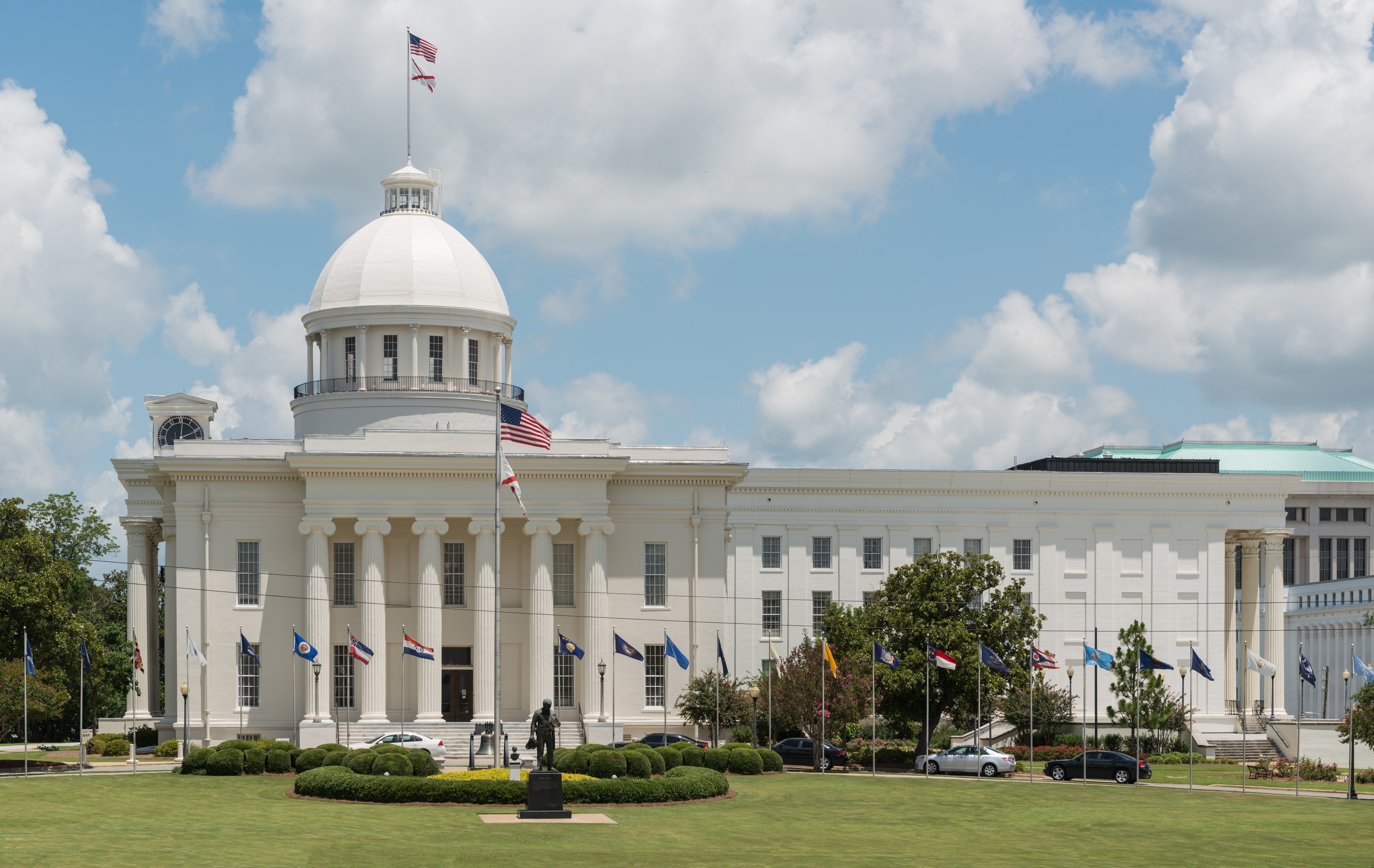
Capitolio del estado de Alabama (Alabama State Capitol)
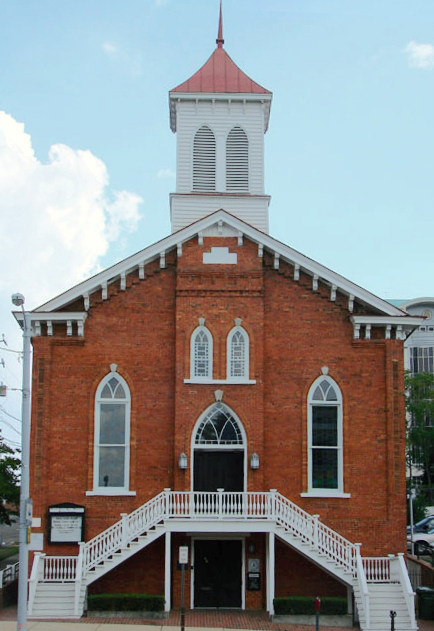
Iglesia Bautista de la Avenida Dexter (Dexter Avenue Baptist Church)
Alabama World War Memorial, parte del Museo de Historia y Archivos de Alabama (Alabama World War Memorial, part of the Alabama Archives and History Museum)
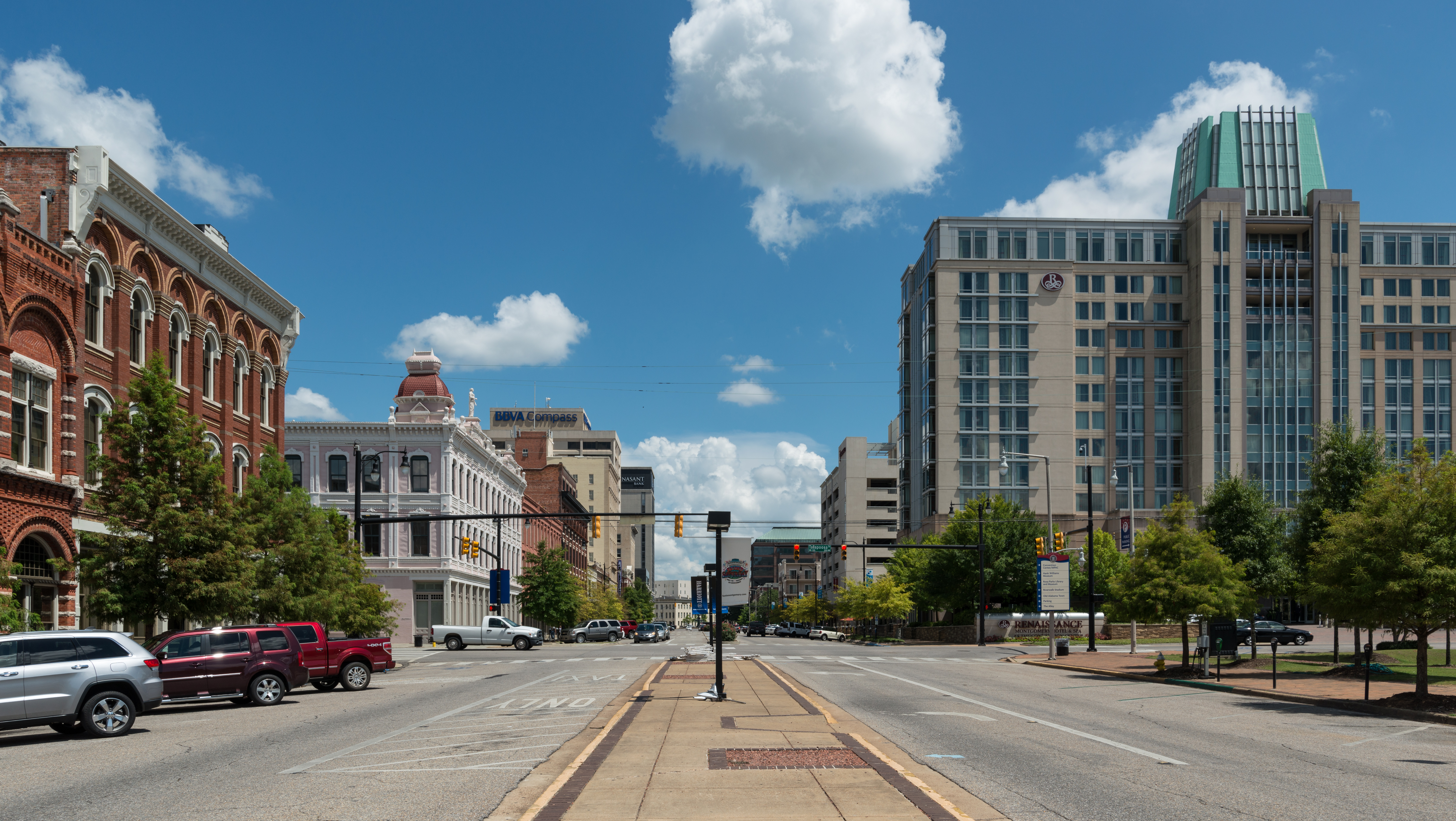
Una vista de Commerce St, Montgomery, Alabama, cerca del cruce con Tallapoosa St, mirando hacia el sureste (A view of Commerce St, Montgomery, Alabama, near the crossing with Tallapoosa St, looking towards southeast)
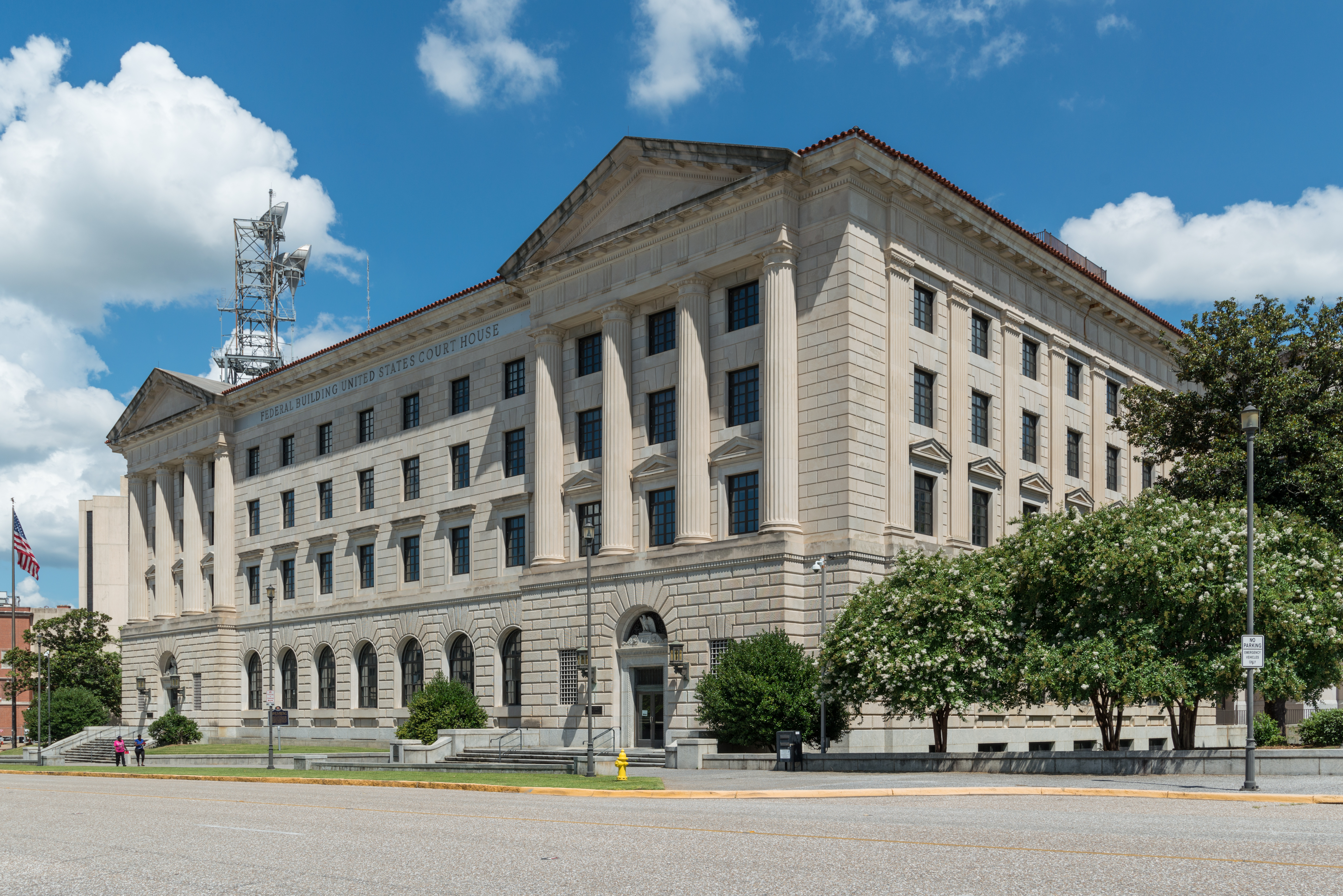
Una vista este del edificio federal y el palacio de justicia de los Estados Unidos, Montgomery, Alabama (An east view of the Federal Building and United States Courthouse, Montgomery, Alabama)
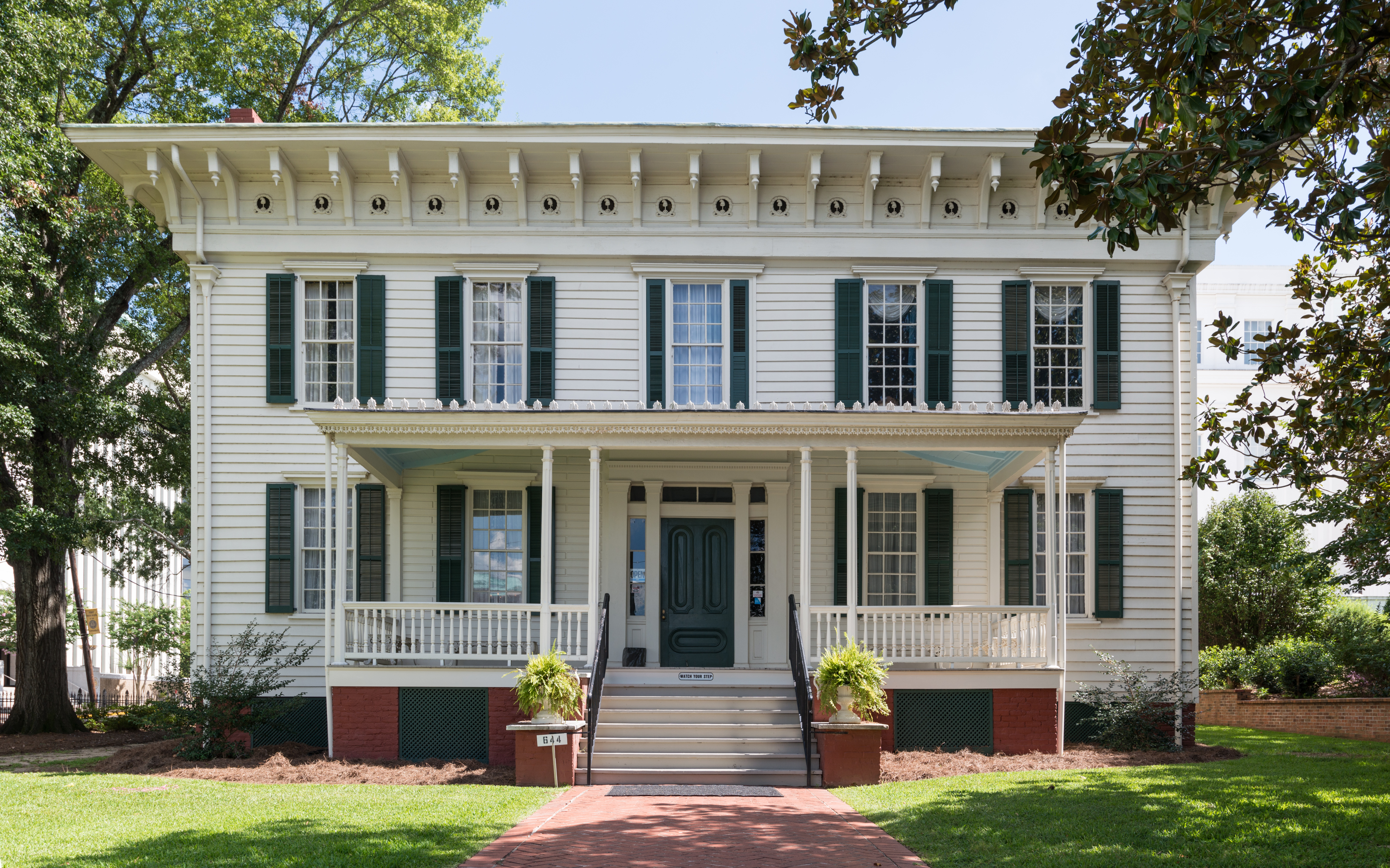

## Ciudades hermanas
- Pietrasanta, Lucca, Toscana, Italia.